# 24-25 не повертається
«24-25 не повертається» (латис. «24-25 neatgriežas») — радянський художній фільм-детектив режисерів Алоїза Бренча і Ростислава Горяєва, знятий на Ризькій кіностудії в 1968 році.

## Сюжет
В експериментальній клініці викрадена дослідна партія цінного препарату вітофан. Майор Грігаст (Карліс Себріс) підозрює, що замішаний в цьому хтось із працівників клініки. Він доручає цю складну справу молодій слідчій Марі (Жанна Болотова). Розслідування приводить її в далеке прикордонне місто на півдні країни, де злочинець мав намір переправити препарат за кордон.

## У ролях
- Жанна Болотова — Мара, слідча
- Гунарс Цилінскіс — Пурвітіс
- Олександр Бєлявський — Імант Герберт
- Едуардс Павулс — Юріс Межуліс
- Карліс Себріс — майор Грігаст
- Антра Лієдскалниня — Ірена (озвучує Антоніна Кончакова)
- Е. Лієпіньш — Климов
- Ольгерт Кродерс — лікар Янсон
- Імеда Кахіані — капітан бакінської міліції
- Олександр Адабаш'ян — співробітник бакінської міліції
- Егонс Бесеріс — начальник таксопарку
- Юріс Стренга — відвідувач ресторану
- Евалд Валтер — епізод
- Регіна Збарська — модель, випадковий свідок

## Знімальна група
- Автори сценарію: Михайло Блейман, Анатол Імерманіс, Гунар Цируліс
- Режисери-постановники: Алоїз Бренч, Ростислав Горяєв
- Оператор-постановник: Генріх Піліпсон
- Художниця-постановниця: Інара Антоне
- Композитор: Ромуальд Грінблат
- Звукорежисер: Гліб Коротєєв